# Озаско
Озаско (итал. Osasco) — город (коммуна) на севере Италии. Располагается в регионе Пьемонт, в провинции Турин.
Население составляет 1138 человек (2010 г.), плотность населения составляет 207 чел./км². Занимает площадь 5,47 км². Почтовый индекс — 10060. Телефонный код — 0121.
В коммуне 8 сентября особо празднуется Рождество Пресвятой Богородицы.

## Демография
Динамика населения:

## Города-побратимы
- Озаску, Бразилия

## Администрация коммуны
- Официальный сайт: http://www.comune.osasco.to.it/ Архивная копия от 8 августа 2006 на Wayback Machine